# Camponotus saundersi
Camponotus saundersi är en art av myror som finns i Malaysia.
Den har en speciell försvarsmekanism som består av två stora giftfyllda körtlar som går längs hela myrans kropp. När den slåss och hamnar i ett trängt läge kan den dra samman sina magmuskler så att den exploderar och gift sprids i alla riktningar.
- Wikimedia Commons har media som rör Camponotus saundersi.